# Харрис, Вик
Вик Ха́ррис (англ. Vic Harris, 16 августа 1945 года — 10 марта 2015 года) — английский профессиональный игрок в снукер.
Харрис стал человеком, раскрывшим таланты таких знаменитых игроков, как Стив Дэвис и Тони Драго. В своей собственной профессиональной карьере, которая продолжалась с 1981 по 1992 (11 сезонов подряд) он не достиг значительных результатов, хотя довольно успешно играл на чемпионате Британии. В 1981 году он был победителем любительского чемпионата Англии.
В родном для Харриса графстве Эссекс была основана снукерная лига его имени.